# Air Busan
Air Busan (Эйр Пусан) (кор. 에어부산 Эо Пусан) — региональная авиакомпания со штаб-квартирой в районе Пусанджин-гу города-метрополии Пусан, Республика Корея, принадлежащая компании Asiana Airlines. Компания была организована в 2007 году, а авиаперевозки начала в октябре 2008 года.
С момента начала авиаперевозок по маршруту Сеул — Пусан компания Air Busan обслуживала 49,7 % мест на данном маршруте. В марте 2009 года Air Busan превзошла конкурентов и заняла 54,1 % объёма перевозок. В то же время на маршруте Пусан — Чеджу она обслуживала 77,7 % пассажиров.

## Флот
В ноябре 2018 года воздушный флот авиакомпании Air Busan составляли следующие самолёты.:

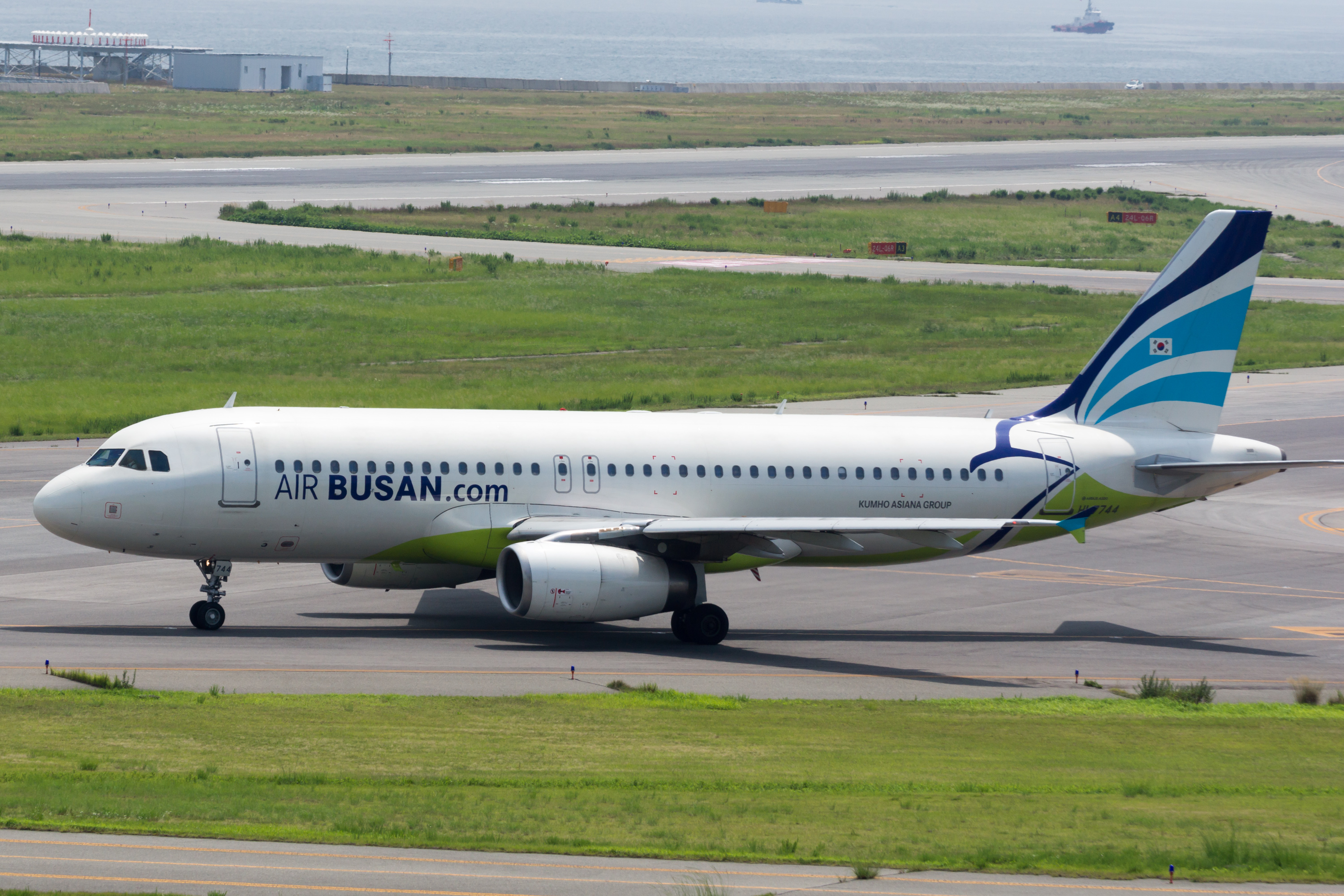
Airbus A320 авиакомпании Air Busan в 2015 году.

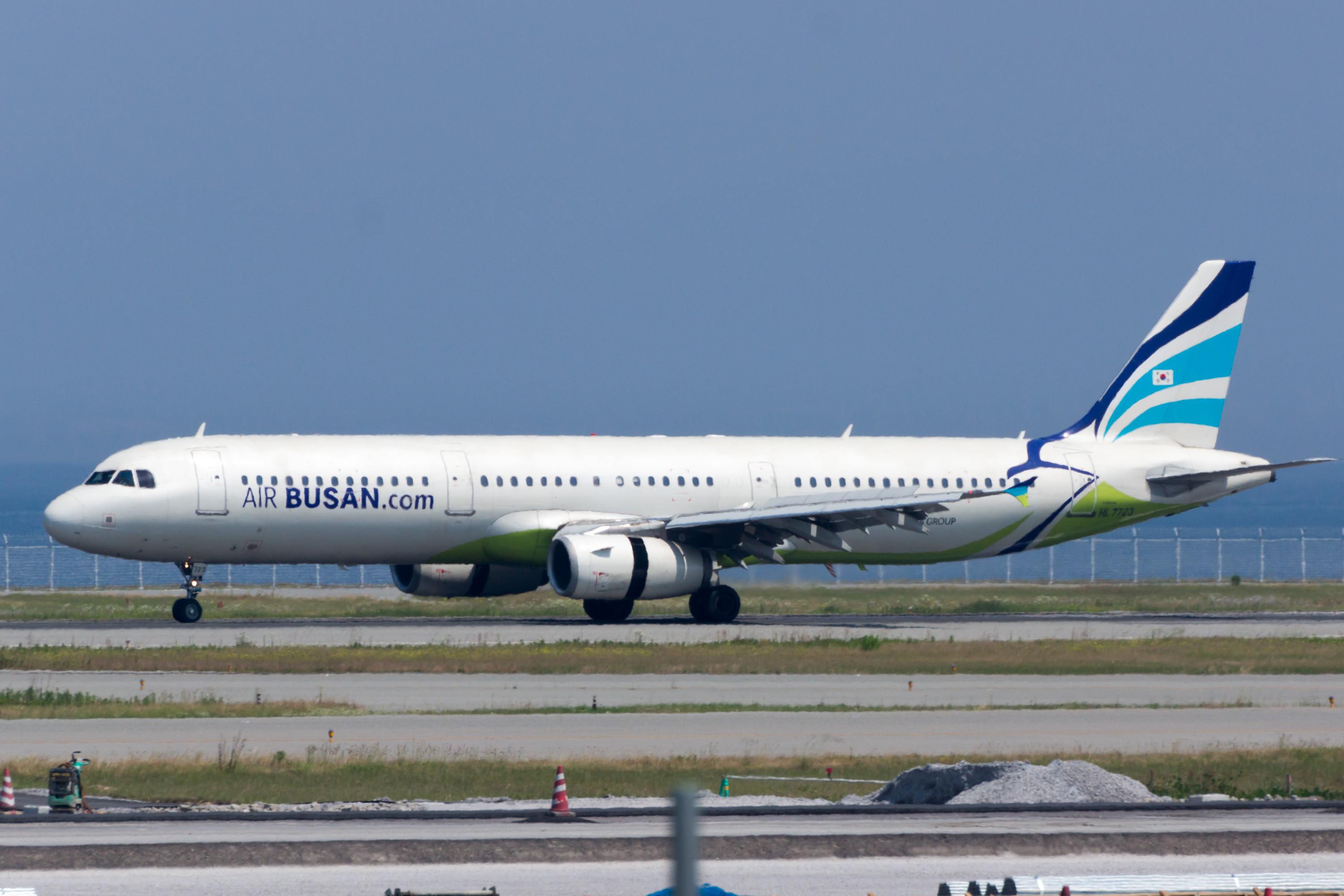
Airbus A321 авиакомпании Air Busan в 2015 году.

| Тип самолёта    | В эксплуатации | Заказано | Пассажирских мест      |
| Airbus A320-200 | 3              | —        | 162                    |
| Airbus A321-200 | 8              | —        | 191/195/220            |
| Airbus A321LR   | —              | 2        | Будет объявлено позже. |
| Всего           | 14             | 0        |                        |